# Patrick Kennedy (acteur)
Pour les articles homonymes, voir Patrick Kennedy (homonymie).
Patrick Kennedy est un acteur britannique né le 26 août 1977 à Londres en Angleterre.

## Filmographie

### Cinéma
- 2002 : Nine Lives : Tim
- 2003 : The Tulse Luper Suitcases : Joris Salmon
- 2005 : Madame Henderson présente : le pilote
- 2005 : Munich : le journaliste anglais
- 2006 : Une grande année : un trader
- 2007 : Reviens-moi : Leon Tallis
- 2008 : In Tranzit : Peter
- 2008 : Orson Welles et Moi : Grover Burgess
- 2009 : Tolstoï, le dernier automne : Sergeyenko
- 2011 : Pirates des Caraïbes : La Fontaine de Jouvence : le père anglais
- 2011 : Cheval de guerre : Lieutenant Charlie Waverly
- 2014 : The November Man : John Castman
- 2015 : Mr. Holmes : Thomas Kelmot
- 2016 : La Chute de Londres : John Lancaster
- 2018 : Peterloo : Colonel L'Estrange
- 2020 : Miss Marx : Edward Aveling

### Télévision
- 2002 : MI-5 : l'opérateur radio (1 épisode)
- 2003 : Cambridge Spies : Julian Bell (2 épisodes)
- 2004 : Meurtres à l'anglaise : Gideon Martin (1 épisode)
- 2005 : Bleak House : Richard Carstone (12 épisodes)
- 2008 : Einstein and Eddington : William Marston
- 2008 : The 39 Steps : Hellory Sinclair
- 2010 : Masterpiece Theatre : Harry Sinclair (1 épisode)
- 2010 : Married Single Other : Dr Dominic (1 épisode)
- 2011 : Black Mirror : le chef de section Walker (1 épisode)
- 2012 : Parade's End : McKechnie (3 épisodes)
- 2012 : Boardwalk Empire : Dr Douglas Mason (7 épisodes)
- 2012 : Peep Show : Neil (3 épisodes)
- 2013 : Downton Abbey : Terence Sampson (3 épisodes)
- 2015 : Person of Interest : Dr Shane Edwards (1 épisode)
- 2016 : The Collection : Gambon (2 épisodes)
- 2018 : The First : Ollie Bennett (3 épisodes)
- 2018 : Mrs Wilson : Dennis Wilson (3 épisodes)
- 2019 : World on Fire : Campbell (1 épisode)
- 2020 : Le Jeu de la dame : Allston Wheatley (3 épisodes)
- 2021 : Le Tour du monde en quatre-vingts jours : Sir Henry Rowbotham (saison 1, épisode 5)
- 2023 : Liaison, réalisée par Stephen Hopkins, crée par Virginie Brac : Mark Botton
- 2024 : Senna :